# Apseudopsis bruneinigma
Apseudopsis bruneinigma is een naaldkreeftjessoort uit de familie van de Apseudidae. De wetenschappelijke naam van de soort is voor het eerst geldig gepubliceerd in 1998 door Bamber.